# Jeannot Simmen

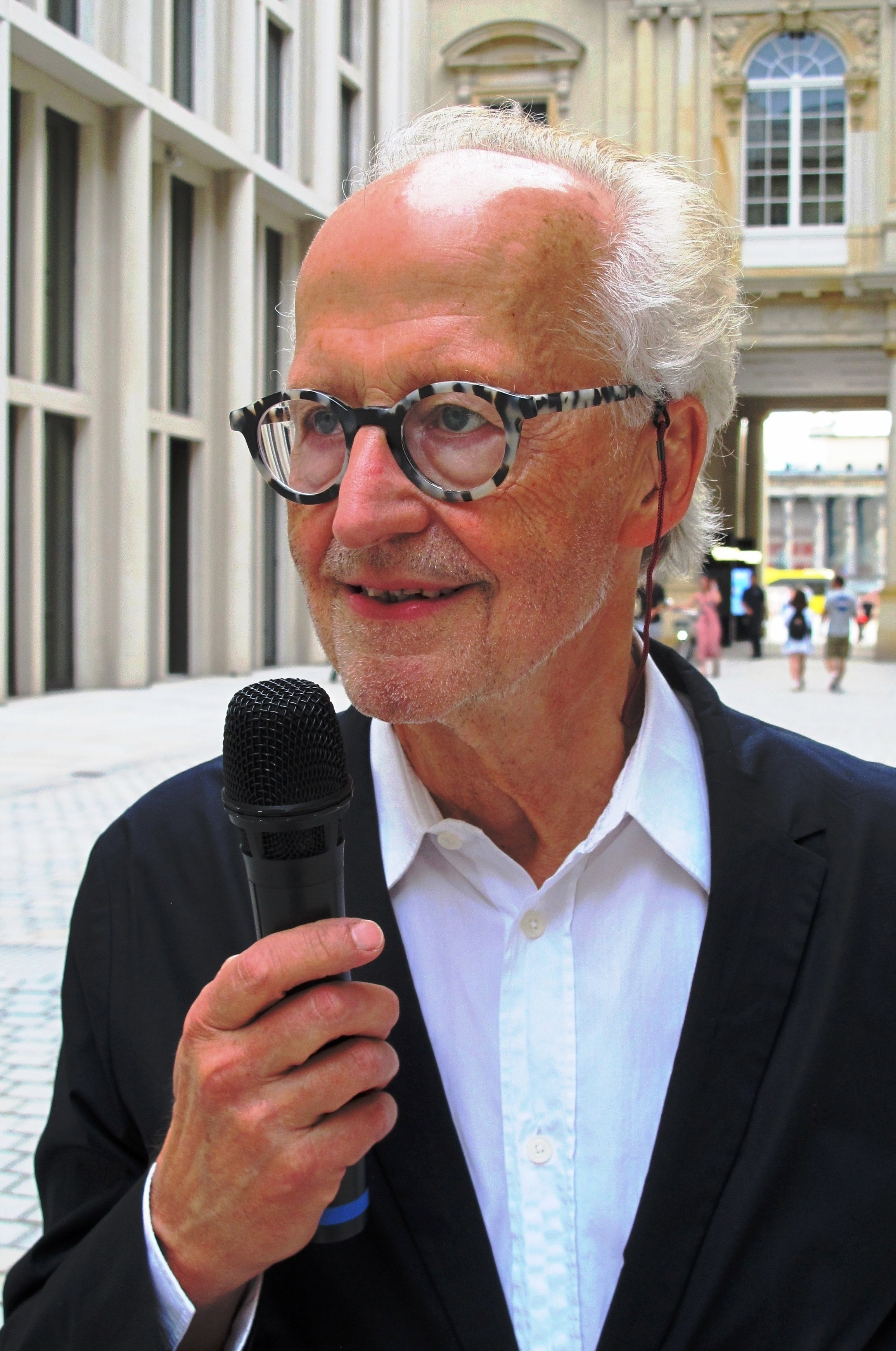

Jeannot Simmen (* 1946) lebt in Berlin als Autor, Ausstellungs- und Büchermacher, mit Fokus auf Kultur, Neue Medien und Bildende Kunst. Er ist Gründer und Vorsitzender des 2004 gegründeten Club Bel Etage Berlin.

## Leben
Simmen wurde in der Schweiz geboren und studierte in Zürich und an der Freien Universität Berlin Kunstgeschichte, Philosophie und Religionswissenschaft. Er wurde mit einer Arbeit zu Hegels Ästhetik (Kunst-Ideal oder Augenschein) bei Klaus Heinrich und Jacob Taubes promoviert. Danach war er als Wissenschaftlicher Mitarbeiter in Ausbildung bei den Staatlichen Museen, Preußischer Kulturbesitz tätig (Ausstellungen: Ruinen-Faszination, Joseph Beuys, Otto Eckmann). Bei Bazon Brock an der Universität Wuppertal habilitierte er sich mit Vertigo, einer Untersuchung zum Entstehen moderner Kunst aus dem irritierten Gleichgewicht als sechster Wahrnehmungssinn. 1980 bis 2002 lehrte er als Gast- und Vertretungsprofessor, dozierte Kunstgeschichte und Designtheorie an Universitäten in Berlin, Kassel, Wuppertal und Essen.

## Theorie
Seit Ruinen-Faszination (1980) beschäftigt Simmen die Vertikale als kulturelle Dimension westlicher Zivilisation. Sein Buch (Koautor Uwe Drepper) untersucht die technische Vertikale im Buch Der Fahrstuhl, das zum kulturgeschichtlichen Standardwerk für Aufzug mutierte. Mit dem Band Vertigo wurde 1990 mit Isaac Newtons revolutionärer Gravitationstheorie die „Urgeschichte der Moderne“ entwickelt, die das feudale Weltbild erschütterte. Mit einer Folge an Kosmologiebildern zeigt Simmen die visuellen Veränderungen bis zum Planetenblatt von Ledoux. Was im religiösen Kontext die Himmelsflüge, Auferstehung oder Höllenfall, verändert sich seit dem Barock zu praemodernen Schwebevisionen von Francisco Goya bis hin zur Avantgarde. Entwickelt werden drei exemplarische Künstler-Weltbilder mit Sturzfiguren: bei Gustave Courbet, Oskar Kokoschka und Max Beckmann.
Publikationen oder Ausstellungen erweitern die Forschungen: Kasimir Malewitsch (Das Schwarze Quadrat). Die Ausstellung Schwerelos zeigt den Traum vom Fliegen und die Dematerialisierung der Formen von Yves Klein bis Ellsworth Kelly, von Max Ernst bis James Lee Byars, vom Manierismus bis Robert Irwin und James Turrell.
Mit den Studenten werden mehrere Projekte realisiert, stets mit Präsentation und Publikation:
- 1996 ADA – Ars Digitais Awardl der erste große Preis für Neue Medien (Preissumme 50.000) mit Bild-Sound-Sequenzen für Großprojektion auf Gebäude (UdK Berlin).
- 1999 Up & Down Kommunikation und Aufzug, mit den Studierenden der Universität Essen und der UdK Berlin, Partner: Thyssen-Aufzüge.
- 2001 Telematik – Netz-ModerneNavigatoren, die automatisierte Fernwirkung, Universität Essen und UdK Berlin, Partner: IVU Berlin.

## Ausstellungs- und Buchprojekte
Alles. Was der Fall. Kulturgeschichte der Stürzenden: vom Manierismus bis Heute, 11. September 2001. Moderne als Sturz in den Schritt, Fortschritt – Sturz-Ambivalenz, Terror und Schicksal.
Luxmania – LichtKunst
Licht Aussen: Licht-Events im öffentlichen Raum, LichtProjekte im Garten- und ParkRaum. Naturlicht und Kunstlicht, LED-Plattform.
PackBandKunst, Tape Art – Die Ästhetik des Banalen
Die erste Ausstellung zum Thema eines Alltagobjektes. Vom Mittel zum Zweck zur Schönheit jenseits der Verpackung.

## Ausstellungen/Realisationen, Kurator
- 1980 – Otto Eckmann, ein Jugendstilkünstler, Kunstbibliothek Berlin.
- 1980 – Ruinen-Faszination, Kupferkabinett, Berlin.
- 1982 – Joseph Beuys, Zeichnungen, Nationalgalerie Berlin, Boysmans van Beuningen, Amsterdam, Bonn u. a. m.
- 1990 – SCHWERELOS – Der Traum vom Fliegen, Große Orangerie im Schloss Charlottenburg, Berlin.
- 1996 – Projektleiter Ars Digitalis, Medienprojekt UdK-Berlin, zur 300-Jahr-Feier; Wettbewerb „Ars Digitalis Award“, der erste große Medienpreis mit 50.000.
- 1998 – Die Macht des Alters mit Bazon Brock, Berlin, Stuttgart.

## Bücher, Autor und Herausgeber
- Kunst-Ideal oder Augenschein. Ein Versuch zu Hegels Ästhetik, Dissertation, FU Berlin 1980, Verlag Medusa, Wölk+Schmid, Berlin 1980.
- mit U. Drepper: Der Fahrstuhl. Die Geschichte der vertikalen Eroberung. Prestel-Verlag, München 1984, ISBN 3-7913-0692-8.
- CENT MILLE FOIS. Wettbewerb: 100 Jahre Eiffelturm, Buchhandlung Walther König, Köln 1987, ISBN 3-88375-062-X.
- Vertigo. Schwindel der Modernen Kunst. Habilitationsschrift, Universität Wuppertal, Verlag Klinkhardt & Biermann, München 1990, ISBN 3-7814-0289-4.
- Schwerelos. Der Traum vom Fliegen in der Kunst der Moderne. Verlag Edition Cantz, Stuttgart 1991, ISBN 3-89322-361-4.
- Vertikal. Aufzug-Fahrstuhl-Paternoster. Verlag Ernst & Sohn, Berlin 1994, ISBN 3-433-02480-4.
- Kasimir Malewitsch. Das Schwarze Quadrat. Fischer Taschenbuch, Frankfurt a. M. 1998, ISBN 3-596-12419-0.
- Up & Down – Die Aufzugs Vertikale. Ars Digitalis, Berlin 1999, ISBN 3-00-001411-X.
- Malewitsch. Leben und Werk. Verlag Könemann, Köln 1999, ISBN 3-8290-2684-6.
- Kidai Shôran. CD-Rom, Museum Ostasiatische Kunst, Berlin Buchhandlung Walther König, Köln 2000, ISBN 3-88375-466-8.
- als Herausgeber: Telematik – NetzModerneNavigatoren. Buchhandlung Walther König, Köln 2002, ISBN 3-88375-547-8.
- Totalschaden. B&S Siebenhaar Verlag, Photographien Jim Rakete: Berlin 2007, ISBN 978-3-936962-40-6.
- Berlin-2010.eu. Edition Club Bel Etage Berlin, Photo-Essay Thorsten Heinze: Berlin 2010, ISBN 978-3-00-030055-4.

## Preise
2001 Drei Design-Auszeichnungen für die CD-Rom Kidai Shôran. Produktion für das Museum für Ostasiatische Kunst, Berlin
- Design Preis Schweiz 2001 für „Interaction Design“, Design Center Langenthal
- Deutscher Multimedia Award 2001, Kategorie „Verlagsobjekte/Content Publishing“, DMMV, Stuttgart
- red dot design award 2001, Best of the Best Communication Design